# William Fulton

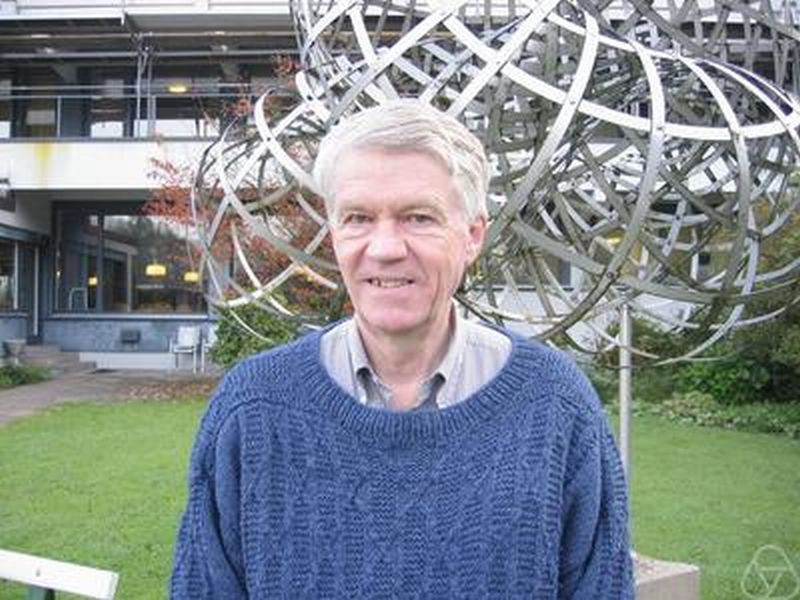
William Fulton

William Fulton (sinh năm 1939) là nhà toán học người Mỹ chuyên về hình học đại số.

## Cuộc đời và Sự nghiệp
Ông đậu bằng cử nhân ở Đại học Brown năm 1961 và bằng tiến sĩ ở Đại học Princeton năm 1966. Fulton làm việc ở Đại học Princeton và Đại học Brandeis từ năm 1965 tới năm 1970, rồi ông bắt đầu giảng dạy ở Đại học Brown. Năm 1987 ông chuyển sang Đại học Chicago. Năm 2009, ông làm giáo sư ở Đại học Michigan.
Fulton nổi tiếng vì là tác giả và đồng tác giả nhiều tác phẩm được ưa chuộng, trong đó có Algebraic Curves và Representation Theory.

## Giải thưởng và Vinh dự
Năm 1996 ông đoạt giải Leroy P. Steele về trình bày toán học trong tác phẩm Intersection Theory. Fulton là viện sĩ Viện Hàn lâm Khoa học Hoa Kỳ và được bầu làm viện sĩ nước ngoài của Viện Hàn lâm Khoa học Hoàng gia Thụy Điển năm 2000.

## Tác phẩm tuyển chọn
- Algebraic Curves: An Introduction To Algebraic Geometry, with Richard Weiss. New York: Benjamin, 1969. Reprint ed.: Redwood City, CA, USA: Addison-Wesley, Advanced Book Classics, 1989. ISBN 0-201-51010-3. Full text online.
- William Fulton. (1998), Intersection theory, Ergebnisse der Mathematik und ihrer Grenzgebiete. 3. Folge. A Series of Modern Surveys in Mathematics [Results in Mathematics and Related Areas. 3rd Series. A Series of Modern Surveys in Mathematics], quyển 2 (ấn bản thứ 2), Berlin, New York: Springer-Verlag, ISBN 978-3-540-62046-4; 978-0-387-98549-7, MR1644323 {{Chú thích}}: Kiểm tra giá trị |isbn=: ký tự không hợp lệ (trợ giúp)
- (with Joe Harris) William Fulton, Joe Harris. (1991), Representation Theory, A First Course, Graduate Texts in Mathematics, quyển 129, Berlin, New York: Springer-Verlag, ISBN 978-0-387-97495-8, MR1153249